# 羅韋 (阿肯色州)
羅威爾（英語：Rohwer）是位於美國阿肯色州迪沙縣的一個非建制地區。該地的面積和人口皆未知。

## 地理
羅威爾的座標為33°45′39″N 91°16′32″W / 33.76083°N 91.27556°W，而該地的平均海拔高度為46米（即151英尺）。